# 王振义 (医学家)
王振义（1924年11月30日—），江苏兴化人，中国血液学专家，中国工程院院士，法国科学院院士，上海交通大学医学院附屬瑞金醫院终身教授。

## 生平
早年就读于江苏省兴化中学，1948年毕业于震旦大学，获医学士学位。2000年美国哥伦比亚大学授予荣誉科学博士学位。
曾经担任上海第二医科大学（现为上海交通大学医学院）校长。现为上海交通大学医学院附属瑞金医院上海血液学研究所名誉所长，上海交通大学医学院附屬瑞金醫院终身教授。
在医学方面主要贡献在于首次利用全反式维甲酸诱导急性早幼粒细胞白血病细胞分化，在临床上极大地提高急性早幼粒细胞白血病病人的完全缓解率和长期生存率。这种方式在国内外引起了重大的积极反响，在国际上被称为“上海方案”（Shanghai Program）
王振义是陈竺及其夫人陈赛娟的导师。

## 荣誉
- 1995年，当选中国工程院院士[2][3]。
- 2011年1月14日获得国家最高科学技术奖。
- 2024年获颁共和国勋章。
- 获国家和省部级各类科技奖共23项。

## 命名事物
王振义星

## 著作
自1980年以来发表论文320余篇，主编专著5部，参加编写著作17部。其中与陈竺一起主编的《肿瘤的诱导分化和凋亡疗法》一书，获国家出版一等奖；与李家增、阮长耿等主编的《血栓与止血，基础理论与临床》一书，已出三版（第三版1994年），该书已成为国内这一领域中的经典参考书。